# Lackov
Lackov (ungarisch Lászlód – bis 1892 Lackó) ist eine Gemeinde in der Mitte der Slowakei mit 83 Einwohnern (Stand 31. Dezember 2024), die im Okres Krupina, einem Kreis des Banskobystrický kraj, liegt.

## Geographie
Die Gemeinde befindet sich in der Hochebene Krupinská planina, im Tal des Flüsschens Litava im Einzugsgebiet der Krupinica. Das Ortszentrum liegt auf einer Höhe von 476 m n.m. und ist 18 Kilometer von Krupina entfernt (Straßenentfernung).
Nachbargemeinden sind Senohrad im Norden, Sucháň im Osten, Litava im Süden, Zemiansky Vrbovok im Westen und Horné Mladonice im Nordwesten.

## Geschichte
Lackov wurde zum ersten Mal 1341 als Lyzkou schriftlich erwähnt und war zuerst Besitz der Familie Balassa, einzig im Jahr 1395 war die Familie Szecsényi Besitzer des Ortes. Ab 1437 gehörte Lackov zum Gut des Klosters in Bzovík. Von 1546 bis 1594 war die Gegend Teil des Osmanischen Reichs und der Ort musste Tribut an dessen Herrscher entrichten, das 17. Jahrhundert war hingegen von wiederholten Standesaufständen geprägt. 1715 gab es 12 Haushalte, 1828 zählte man 39 Häuser und 233 Einwohner, die als Landwirte beschäftigt waren.
Bis 1918 gehörte der im Komitat Hont liegende Ort zum Königreich Ungarn und kam danach zur Tschechoslowakei beziehungsweise heute Slowakei. Auch in der ersten tschechoslowakischen Republik war Lackov ein landwirtschaftlich geprägter Ort.

## Bevölkerung
| Jahr                | 1994 | 2004     | 2014     | 2024  |
| ------------------- | ---- | -------- | -------- | ----- |
| Anzahl der Personen | 142  | 118      | 100      | 83    |
| Unterschied         |      | −16,90 % | −15,25 % | −17 % |

| Jahr                | 2023 | 2024    |
| ------------------- | ---- | ------- |
| Anzahl der Personen | 88   | 83      |
| Unterschied         |      | −5,68 % |

Nach der Volkszählung 2011 wohnten in Lackov 107 Einwohner, davon 102 Slowaken. Fünf Einwohner machten keine Angabe zur Ethnie.
94 Einwohner bekannten sich zur Römisch-katholischen Kirche, fünf Einwohner zur Evangelischen Kirche A. B. und ein Einwohner zur Bahai-Religion. Bei sieben Einwohnern wurde die Konfession nicht ermittelt.

## Bauwerke und Denkmäler
- kleine römisch-katholische Kirche Hl. Familie aus den Jahren 1994–97
- Glockenturm aus dem späten 19. Jahrhundert